# Le Dieu bleu

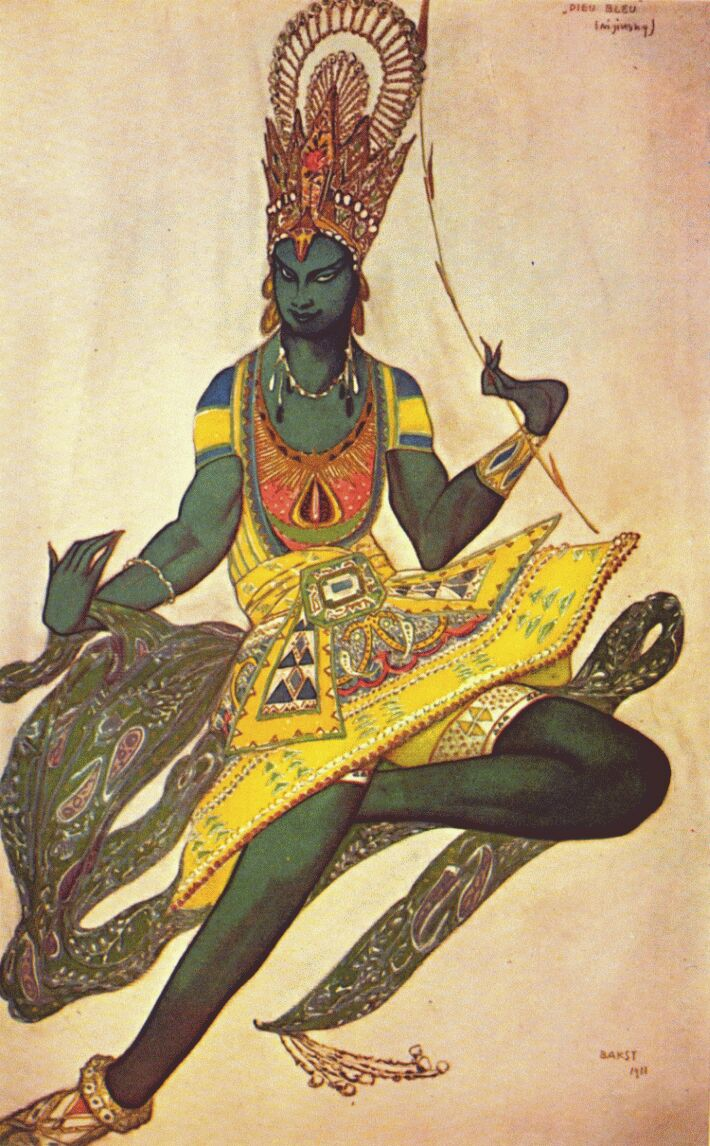
Costume di Léon Bakst per il Dio

Le Dieu bleu è un balletto in un atto con musica di Reynaldo Hahn del 1912; la coreografia originale fu Michel Fokine, il libretto di Jean Cocteau e Frédéric de Madrazo, scenografie e costumi di Léon Bakst.

## Soggetto
Ambientato in India, il balletto si svolge in un santuario del Dio Azzurro (Krishna), ove deve svolgersi la cerimonia di ordinazione di un giovane principe. Dopo l'arrivo del gran sacerdote, la cerimonia prende avvio, ma viene improvvisamente interrotta dall'innamorata del novizio, che tenta di distoglierlo dalla decisione presa. La ragazza viene catturata ed imprigionata all'interno del santuario, sotto la guardia di terribili mostri. Nei suoi tentativi di fuga, la ragazza lascia fuggire i mostri dal tempio, dopo di che, nella sua disperazione, fa appello alla Dea. Quest'ultima fa la sua apparizione e invoca a sua volta il Dio azzurro. La Divinità placa i mostri e consacra l'amore dei due giovani, per fare poi ritorno nelle sue celestiali dimore.

## Interpreti
- Il giovane principe: Max Frohman
- La fidanzata: Tamara Karsavina
- La Dea: Lydia Nelidova
- La bayadère: Bronislava Nižinskaja
- Il Dio Azzurro: Vaclav Nižinskij[1]

## Storia
Venne rappresentato per la prima volta il 13 maggio 1912 dai Balletti russi di Sergej Djagilev al Théâtre du Châtelet di Parigi, con Vaclav Nižinskij e Tamara Karsavina nella parte dei protagonisti.
Il libretto di Le Dieu Bleu rappresenta la prima collaborazione di Jean Cocteau, allora ventitreenne, con Djagilev, che egli ammirava moltissimo. Negli anni successivi, questo libretto, che effettivamente presenta un intreccio molto tenue, verrà tacciato dallo stesso suo autore di eccessiva frivolezza.
Nel 1915 con la famosa esortazione fattagli da Djagilev: "Stupiscimi!", l'intesa artistica con Cocteau avrà come risultato un libretto più fortunato, quello per Parade. Seguiranno Le Train bleu, l'opera Oedipus Rex e la creazione di locandine (Le Spectre de la rose), programmi e scenari.
Reynaldo Hahn compose la musica appositamente per il balletto.
Lo scarso successo di Le Dieu Bleu va in parte ricercato in alcune sue stesse componenti: la poca forza della trama, il fatto che Nižinskij, che aveva stupito le platee per il suo atletismo, si limitasse, nella parte del Dio, ad una gestualità statuaria, e infine il fatto che l'evocazione del mondo indiano non costituisse per gli spettatori una novità assoluta, dato che due anni prima, nel 1910, lo stesso Djagilev aveva presentato a Parigi Les Orientales, in cui spiccava una danza siamese coreografata dallo stesso Nižinskij, e Shéhérazade, il cui trionfo era conseguito in gran parte proprio alla sua ambientazione esotica (in quel caso persiana).
In parte, va anche considerato che l'anno della creazione di Le Dieu Bleu, è quello della crisi che portò alla momentanea rottura dei rapporti fra Fokine e Djagilev. Infatti quella stessa stagione (1912), doveva essere presentata la prima opera importante di Nižinskij in veste di coreografo, L’Après-midi d’un faune, e ciò portò per un verso Djagilev a concentrare la sua attenzione e il suo genio propagandistico sull'opera del suo compagno di vita, al punto di sabotare (come racconta Fokine nelle sue memorie) i balletti di Fokine che dovevano essere presentati contemporaneamente (come Daphnis et Chloé). Per altro verso, lo scandalo provocato dal balletto Après-midi d'un Faune dirottò certamente l'attenzione del pubblico da Le Dieu bleu, facendolo sembrare, sotto certi profili datato. L'innovativa (e per quell'epoca pesante) sessualità del balletto di Nižinskij poteva far apparire scialba la trama di tipo romantico di Le Dieu Bleu.

## Elementi innovativi
Nonostante lo scarso favore incontrato nel pubblico, (il disappunto provato da Michel Fokine può desumersi dal fatto che nelle sue Memorie, egli non fa alcun cenno a questo balletto), Le Dieu Bleu rappresenta un passaggio importante della storia della danza. È significativo dello studio approfondito effettuato da Fokine, di nuove forme di espressività ispirate all'arte figurativa e alle forme estetiche esotiche, ancora poco familiari al mondo occidentale. Inoltre le creazioni di Bakst costituiscono tuttora capolavori universalmente noti della storia del costume e della scenografia.
Sin dal 1880, anno di pubblicazione dei resoconti di viaggi in Cambogia da parte di Louis Delaporte, la Francia aveva manifestato grande interesse per l'arte khmer. Nel corso dell'Esposizione coloniale di Marseille del 1906, era stato ricevuto con tutti gli onori Sisowath, re della Cambogia, paese che era un protettorato francese già dal 1865. In quell'occasione, le danzatrici cambogiane che lo accompagnavano avevano incantato il pubblico parigino con le loro movenze sofisticate. Inoltre sia Fokine che Bakst avevano avuto occasione di assistere, nel 1900 a San Pietroburgo, all'esibizione della compagnia di danza del Siam Nai But Mahin, che aveva colpito entrambi.
Per la coreografia, Fokine si ispirò quindi alle danze tradizionali siamesi e indiane. Molte delle movenze di Nižinskij richiamano specifici atteggiamenti delle sculture indiane che rappresentano Krishna e Vishnù.

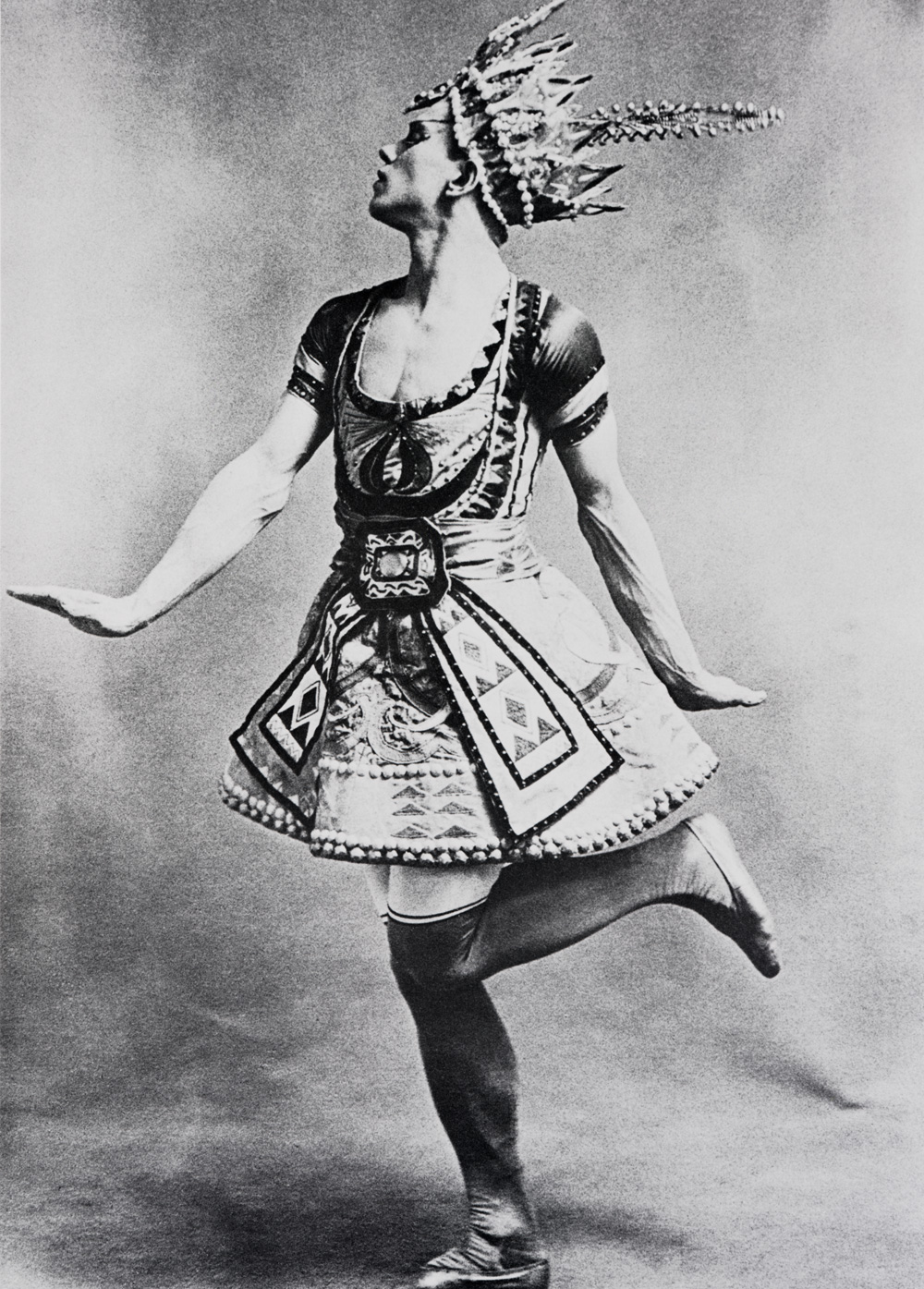
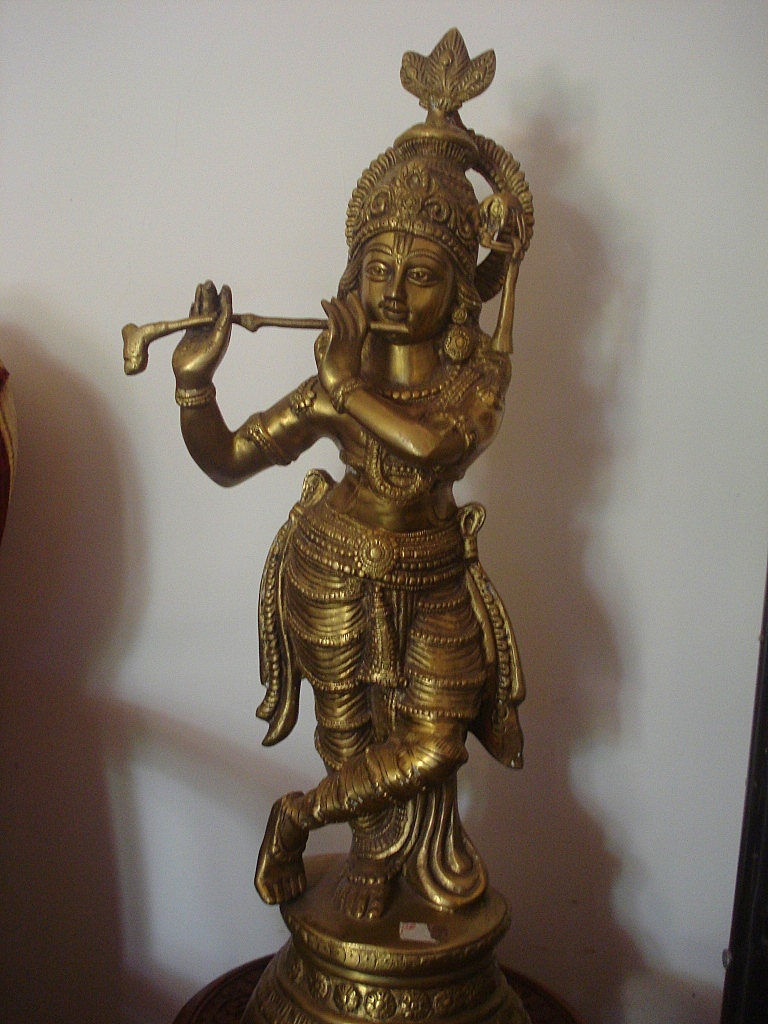
Krishna suonatore di flauto
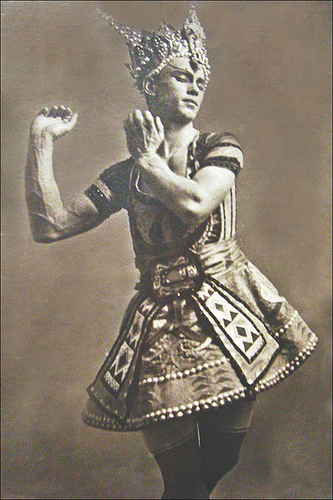
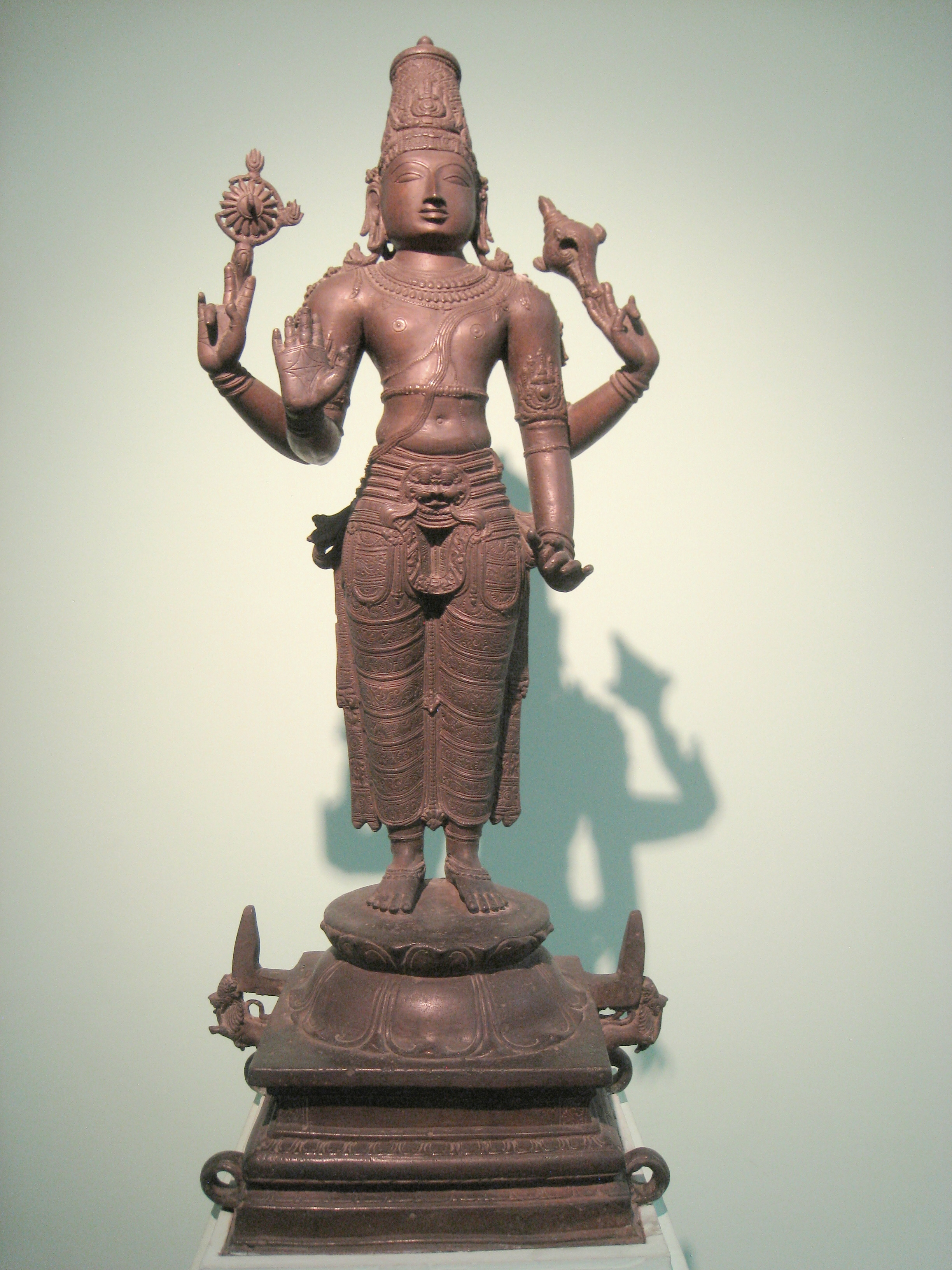
Vishnù
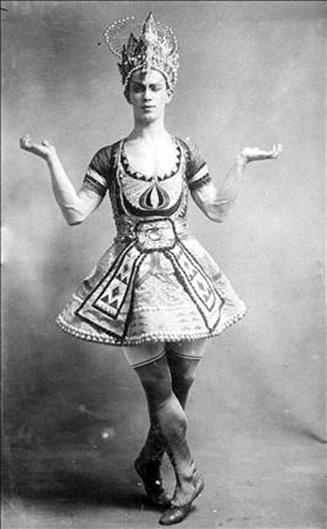

Per le scenografie, Léon Bakst trasse ispirazione dai giganteschi volti scolpiti nella pietra del tempio di Bayon a Angkor in Cambogia.

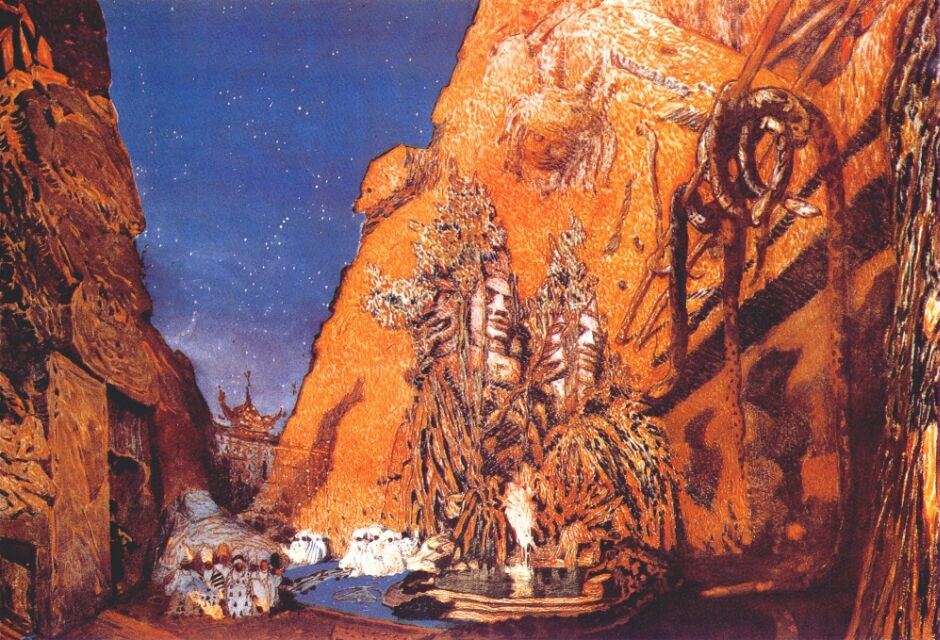
Scenografia di Léon Bakst
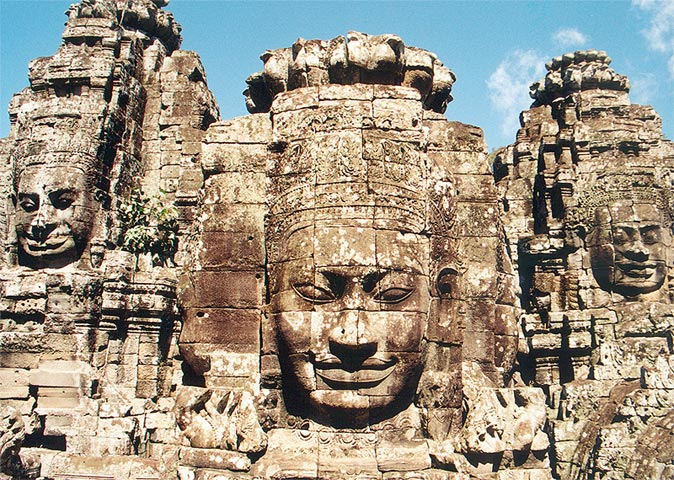
Tempio di Bayon

## Costumi di Léon Bakst
Conformemente al titolo del balletto, Nižinskij aveva il corpo dipinto di azzurro, del colore che nelle raffigurazioni sacre, viene tradizionalmente dato alla pelle del dio Krishna.
Il costume portato da Nižinskij, visibile attualmente presso la National Gallery of Australia, era decorato di pesanti ricami, di passamanerie metalliche e di paillettes, nei toni del rosa, dell'azzurro e del bianco, secondo disegni tali da evocare i gioielli di cui sono sovraccariche le sculture induiste.

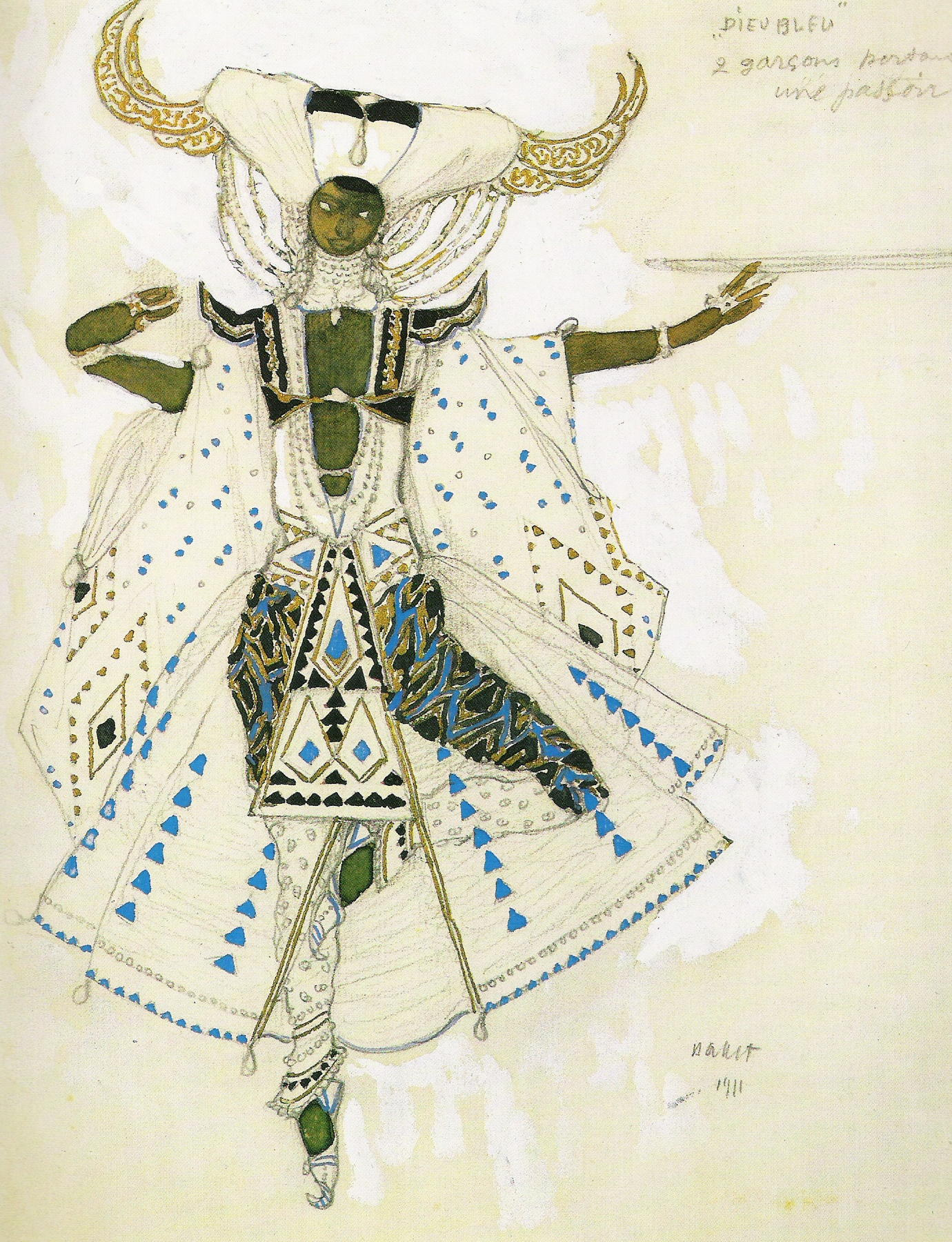
Portatore
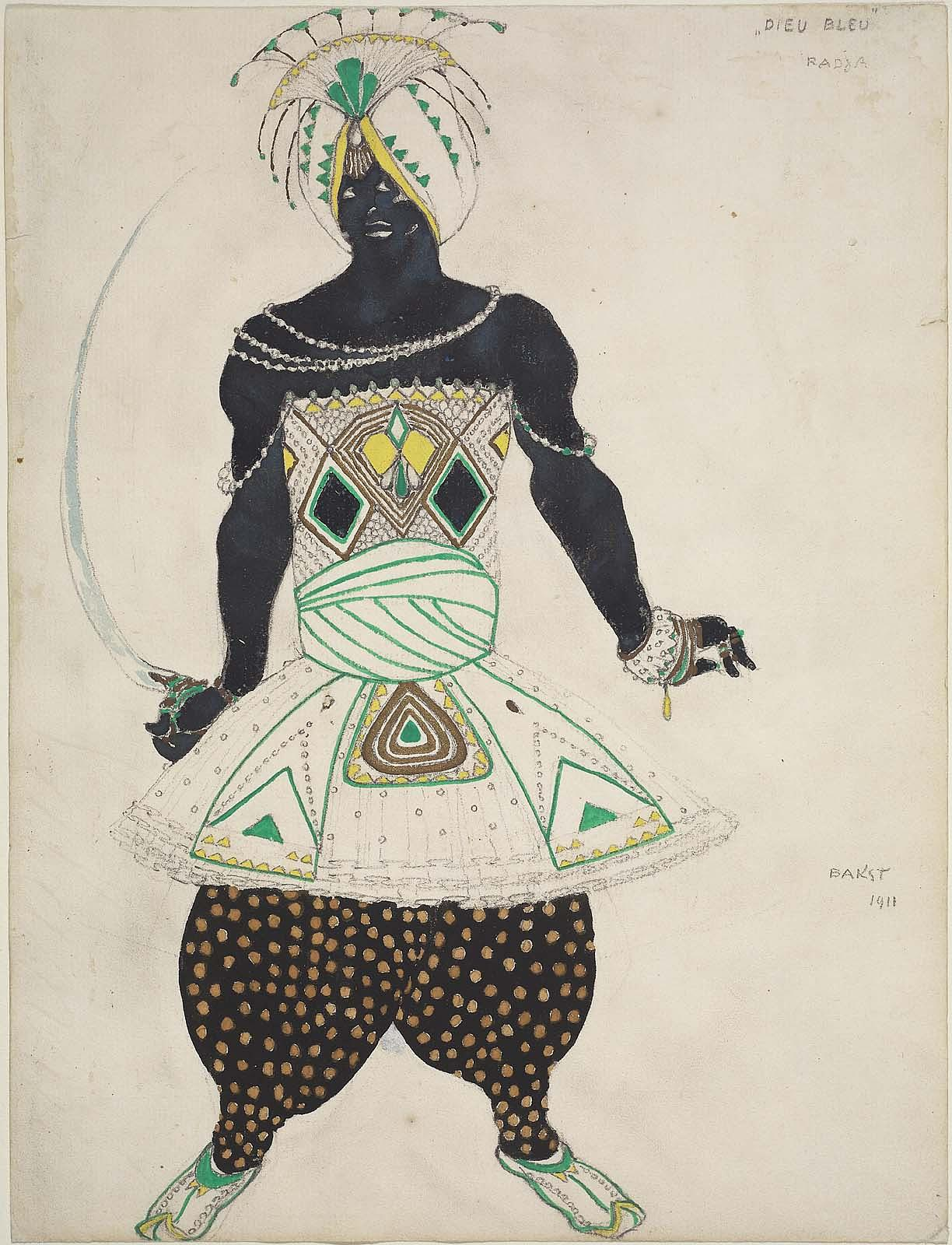
Giovane rajah
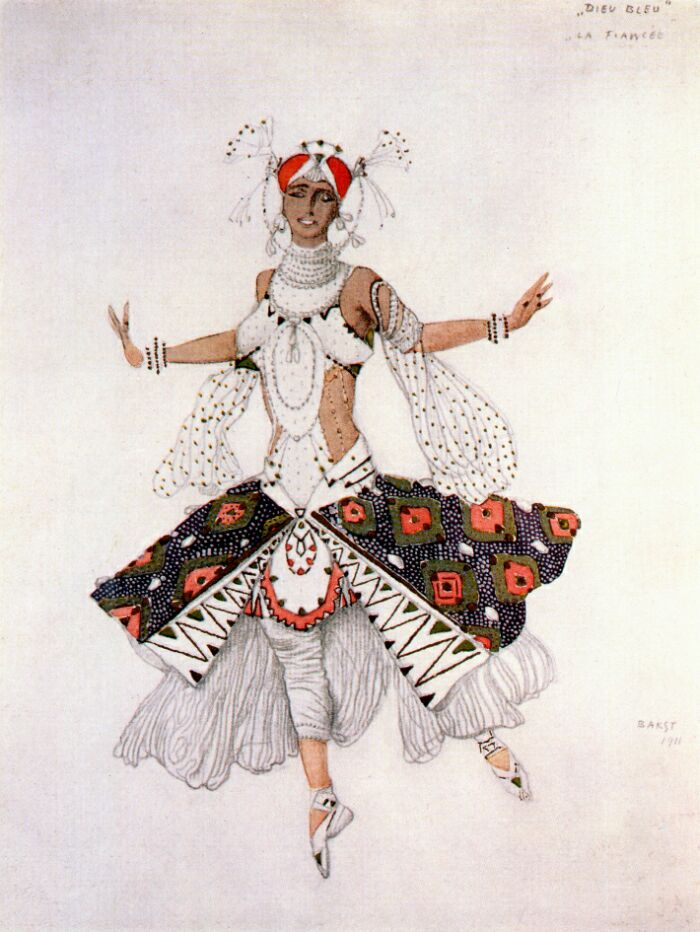
La Fidanzata
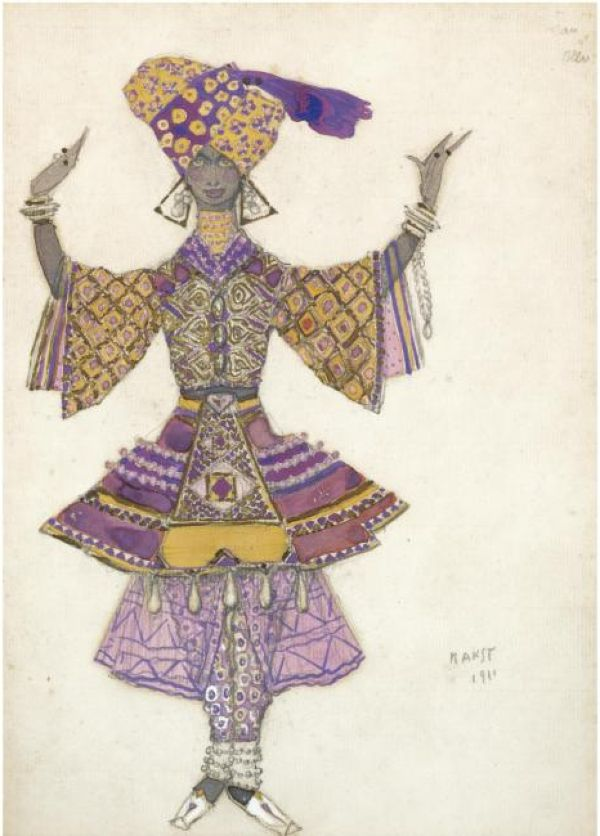
Servo del Tempio
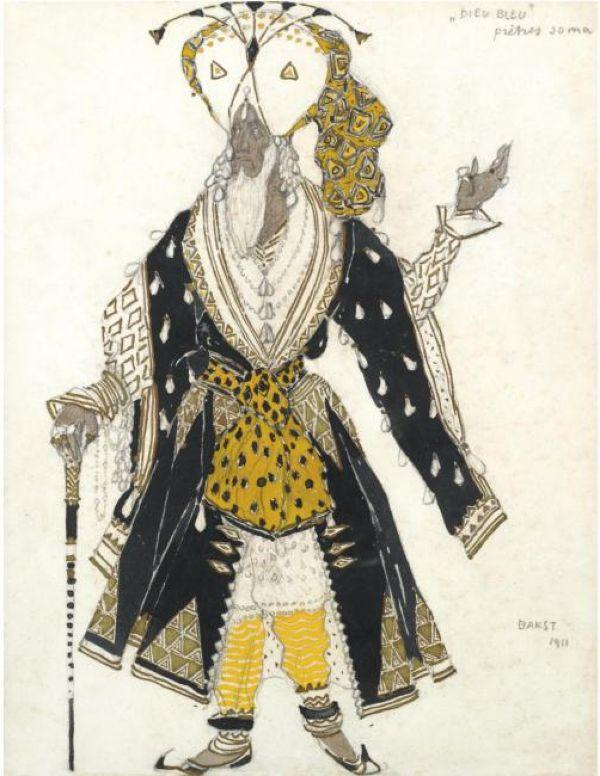
Gran Sacerdote
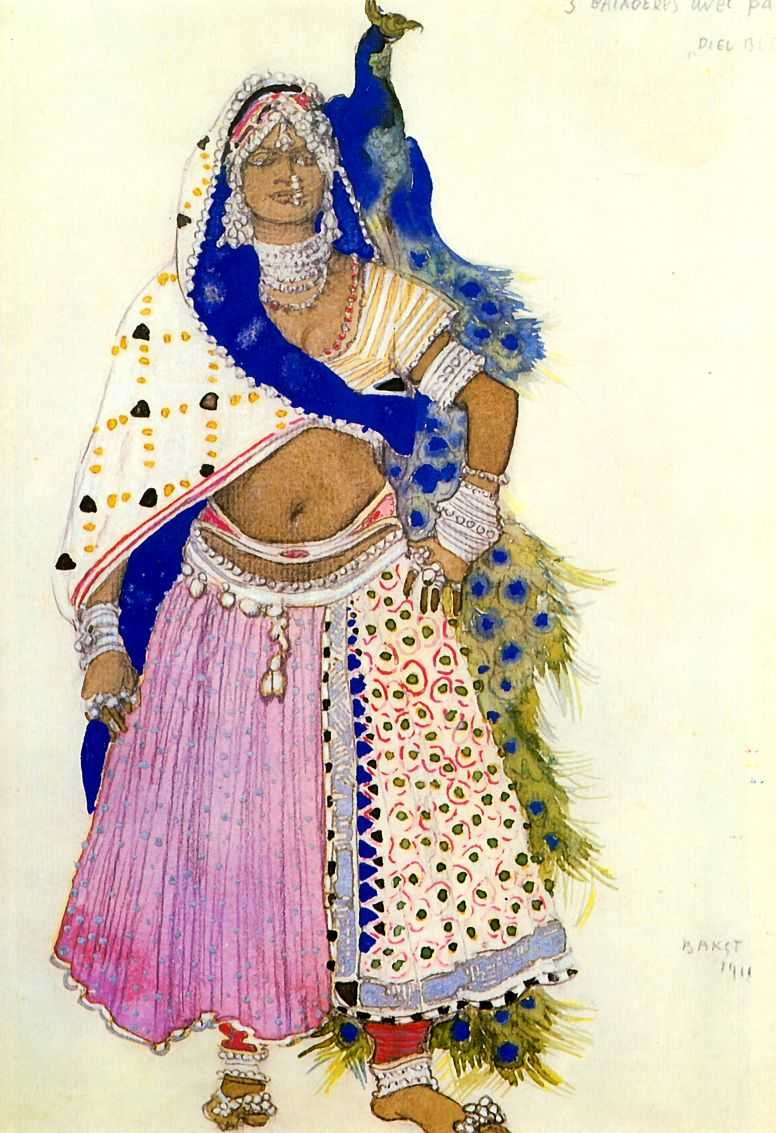
Costume di donna